# Говядиха
Говядиха — деревня в Ковровском районе Владимирской области России, входит в состав Клязьминского сельского поселения.

## География
Деревня расположена в 19 км на юго-запад от центра поселения села Клязьменский Городок и в 5 км на юго-восток от райцентра города Ковров.

## История
В конце XIX — начале XX века деревня входила в состав Осиповской волости Ковровского уезда. В 1859 году в деревне числилось 14 дворов, в 1905 году — 16 дворов, в 1926 году — 22 двора.
С 1929 года деревня входила в состав Игумновского сельсовета Ковровского района, с 1940 года — в составе Осиповского сельсовета, с 2005 года — в составе Клязьминского сельского поселения.

## Население
| 1859 | 1905 | 1926 | 2002 | 2010 | 2021 |
| ---- | ---- | ---- | ---- | ---- | ---- |
| 120  | ↘74  | ↗139 | ↘7   | ↗10  | ↗25  |